# Andamáni kakukkgalamb
Az andamáni kakukkgalamb (Macropygia rufipennis) a madarak osztályának galambalakúak (Columbiformes) rendjébe, a galambfélék (Columbidae) családjába tartozó faj.
A magyar név forrással nincs megerősítve, lehet, hogy az angol név tükörfordítása (Andaman Cuckoo-dove).

## Rendszerezése
A fajt Edward Blyth angol ornitológus írta le 1846-ban.

## Előfordulása
Indiához tartozó Andamán- és Nikobár-szigetek területén honos. Természetes élőhelyei a szubtrópusi és trópusi lombhullató erdők. Állandó, nem vonuló faj.

## Megjelenése
Testhossza 40 centiméter, testtömege 230–285 gramm.

## Életmódja
Gyümölcsökkel és bogyókkal táplálkozik.

## Természetvédelmi helyzete
Az elterjedési területe elég nagy, egyedszáma viszont csökken, de még nem éri el a kritikus szintet. A Természetvédelmi Világszövetség Vörös listáján nem fenyegetett fajként szerepel.